# Howard N. Potts Medal
Die Howard N. Potts-Medal war ein Preis für technisch-wissenschaftliche Leistungen in den Kategorien Physik, Chemie, Maschinenbau oder Geowissenschaften der zwischen 1911 und 1991 vom Franklin Institute von Philadelphia im US-Bundesstaat Pennsylvania verliehen wurde. Ab 1998 wurden alle verschiedenen Auszeichnungen des Instituts unter der Bezeichnung Benjamin Franklin Medal zusammengefasst.

## Preisträger
- 1911: William Coblentz (Physik)
- 1912: William A. Bone (Chemie)
- 1913: James A. Bizzell (Geowissenschaften)
- 1913: T. L. Lyon (Geowissenschaften)
- 1914: Ralph Modjeski (Maschinenbau)
- 1916: William Jackson Humphreys (Physik)
- 1916: William S. Murray (Unbekannt)
- 1917: Ulric Dahlgren (Naturwissenschaften)
- 1918: Alexander Gray (Elektrotechnik)
- 1918: Arthur Edwin Kennelly (Maschinenbau)
- 1918: Louis Vessot King (Maschinenbau)
- 1919: Reynold Janney (Maschinenbau)
- 1919: Clarence P. Landreth (Chemie)
- 1919: Harvey D. Williams (Maschinenbau)
- 1920: Wendell Addison Barker (Erfindungen)
- 1920: Edward P. Bullard, Jr. (Maschinenbau)
- 1921: Elmer McCollum (Naturwissenschaften)
- 1921: Alfred O. Tate (Maschinenbau)
- 1922: Ernest G. Coker (Physik)
- 1922: Charles R. Downs (Chemie)
- 1922: Richard B. Moore (Chemie)
- 1922: J. M. Weiss (Chemie)
- 1923: Albert W. Hull (Chemie)
- 1924: John A. Anderson (Maschinenbau)
- 1924: William Gaertner (Maschinenbau)
- 1925: Charles Thomson Rees Wilson (Physik)
- 1926: William David Coolidge (Physik)
- 1926: Howard W. Matheson (Chemie)
- 1927: George E. Beggs (Physik)
- 1927: Marion Eppley (Maschinenbau)
- 1928: Eugene C. Sullivan (Chemie)
- 1928: William C. Taylor (Chemie)
- 1928: Oscar G. Thurow (Maschinenbau)
- 1931: Benno Strauß (Maschinenbau)
- 1932: George Paget Thomson (Physik)
- 1933: Igor Iwanowitsch Sikorski (Maschinenbau)
- 1934: Ernst Georg Fischer (Maschinenbau)
- 1936: Felix Andries Vening-Meinesz (Maschinenbau)
- 1937: John Clyde Hostetter (Maschinenbau)
- 1938: Lars Olai Grondahl (Maschinenbau)
- 1939: Newcomb K. Chaney (Maschinenbau)
- 1939: H. Jermain Creighton (Maschinenbau)
- 1941: Harold E. Edgerton (Maschinenbau)
- 1942: Jesse Wakefield Beams (Physik)
- 1942: Harcourt Colborne Drake (Maschinenbau)
- 1942: Bernard Ferdinand Lyot (Physik)
- 1943: Don Francisco Ballen (Naturwissenschaften)
- 1943: Paul Renno Heyl (Physik)
- 1945: Edwin Albert Link (Maschinenbau)
- 1946: Ira S. Bowen (Physik)
- 1946: Bengt Edlén (Physik)
- 1946: Sanford A. Moss (Maschinenbau)
- 1947: Vladimir Zworykin (Maschinenbau)
- 1948: Eugene Houdry (Chemie)
- 1948: Clarence A. Lovell (Maschinenbau)
- 1948: David Bigelow Parkinson (Maschinenbau)
- 1949: John Presper Eckert (Informatik)
- 1949: Clinton Richards Hanna (Maschinenbau)
- 1949: John William Mauchly (Informatik)
- 1950: Merle Antony Tuve (Maschinenbau)
- 1951: Basil A. Adams (Maschinenbau)
- 1951: Clifford Foust (Physik)
- 1951: Eric Leighton Holmes (Chemie)
- 1956: Edwin Herbert Land (Maschinenbau)
- 1958: William Nelson Goodwin, Jr. (Maschinenbau)
- 1958: Emanuel Rosenberg (Maschinenbau)
- 1959: George W. Morey (Maschinenbau)
- 1960: Charles Stark Draper (Maschinenbau)
- 1962: Wilbur H. Goss (Maschinenbau)
- 1964: Erwin Wilhelm Müller (Maschinenbau)
- 1965: Christopher Cockerell (Maschinenbau)
- 1966: Robert Kunin (Chemie)
- 1967: John L. Moll (Maschinenbau)
- 1968: Henrich Focke (Maschinenbau)
- 1969: Albert Ghiorso (Chemie)
- 1969: Charles Ginsburg (Maschinenbau)
- 1970: Jacques-Yves Cousteau (Naturwissenschaften)
- 1971: William David McElroy (Naturwissenschaften)
- 1972: Jacques Piccard (Maschinenbau)
- 1973: Charles Howard Vollum (Maschinenbau)
- 1974: Jay Wright Forrester (Maschinenbau)
- 1975: LeGrand G. Van Uitert (Maschinenbau)
- 1976: Stephanie Kwolek (Maschinenbau)
- 1976: Paul W. Morgan (Maschinenbau)
- 1977: Godfrey Hounsfield (Naturwissenschaften)
- 1978: Michael Szwarc (Chemie)
- 1979: Seymour Cray (Informatik)
- 1979: Richard T. Whitcomb (Maschinenbau)
- 1980: Stanley G. Mason (Physik)
- 1981: Uno Lamm (Maschinenbau)
- 1982: Charles G. Overberger (Chemie)
- 1983: George G. Guilbault (Naturwissenschaften)
- 1983: Paul Christian Lauterbur (Physik)
- 1985: William D. Cochran (Naturwissenschaften)
- 1986: Martin Kruskal (Physik)
- 1986: Norman Zabusky (Physik)
- 1988: Dudley Dean Fuller (Maschinenbau)
- 1989: Charles William Oatley (Physik)
- 1991: Dick Morley (Informatik)